# Faculdade de Filosofia e Letras da Universidade Nacional Autônoma do México
A Faculdade de Filosofia e Letras da Universidade Nacional Autónoma de México (UNAM) é a dependência encarregada de realizar ensino, pesquisa e extensão universitária em Ciências humanas. Seu objectivo é prolongar o legado histórico da cultura humanística por médio do estudo e o entendimento de suas obras, além de impulsionar a reflexão crítica sobre temas relacionados com o pensamento, a educação e a criação artística. Foi fundada em 1924 e tem seu antecedente directo na Escola Nacional de Altos Estudos da mesma universidade, fundada em 1910 a iniciativa de Justo Sierra.

## História

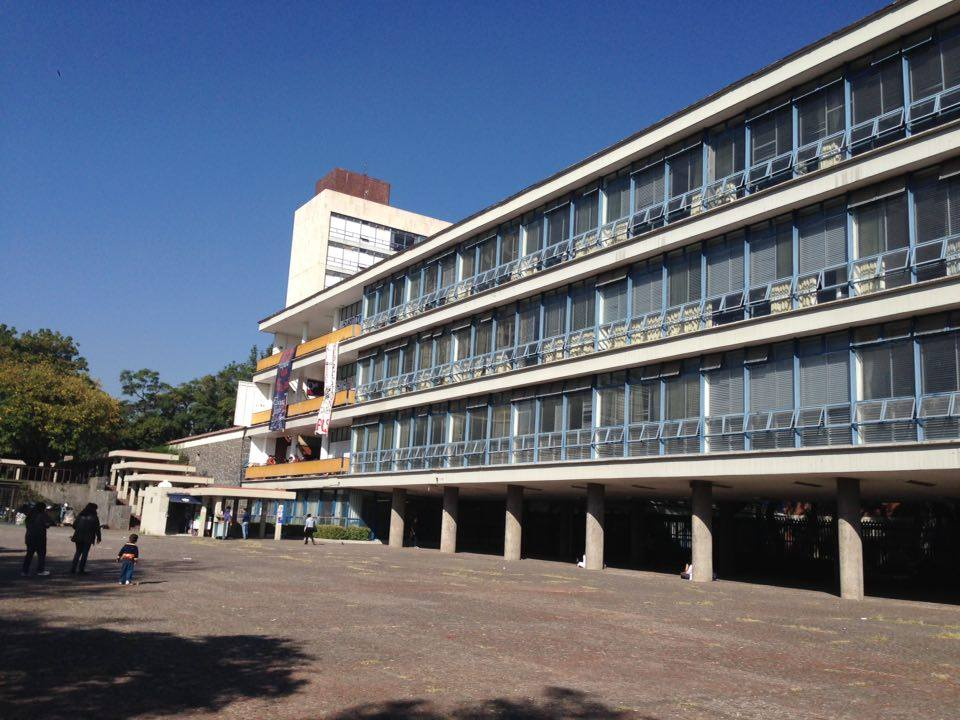
Faculdade de Filosofia e Letras, UNAM, México

O fundamento humanístico-filosófico da Faculdade de Filosofia e Letras nasce na época colonial com a Real e Pontifícia Universidade de México fundada o 25 de janeiro de 1553. Dentro da esa universidade, a Faculdade de Artes instaurou-se   como centro fundamental para o estudo das artes e a teología. O 13 de junho de 1553 se matricularon os primeiros alunos na carreira de filosofia. As classes deram início o 3 de julho do mesmo ano,  com a oração latina pronunciada pelo grande humanista Francisco Cervantes de Salazar. O ensino filosófica esteve baseada na escolástica;  os Doctrinales de Prisciano;  os Summulae Logicales de Pedro Hispano;  e nos conceitos aristotélicos. Um dos primeiros professores  foi Fray Alonso de Veracruz quem deu classes sobre  teología abordando diversos temas morais, abstratos e  mostrou um profundo interesse pelos temas filosóficos, a lógica, a ética e a filosofia social. “Tratou temas tão concretos como os problemas da moralidad da guerra feita aos índios, das encomendas, dos tributos, dos diezmos, dos casais indígenas; mas também de temas tão abstratos e elevados como os conteúdos em seus livros de filosofia, produto de seu docencia em colégios agustinos como o de Tiripitío, em Michoacán”. Suas três obras filosóficas foram fundamentais para o curso de Artes: Recognitio Summularum, Dialectica Resolutio e Phisica Speculatio. Dentro da Universidade, as humanidades propugnaban pelo fortalecimento das ideias da fé católica nos naturais e nos filhos dos espanhóis. A  expansão filosófica foi realizada por importantes filósofos espanhóis entre os que destacaram Francisco Vitoria, Melchor Cano, Domingo Soto e Francisco Suárez .
Durante três séculos,  o ensino humanística esteve sustentada na religião e encontrava-se baixo o domínio clerical. No século XIX  surgem diversas  inquietudes com respeito ao papel da educação num México que tinha sofrido diversas trasformaciones políticas e ideológicas; por isso, o  governo de Valentín Gómez Farías procurou fomentar  a  cultura nacional  entre as classes populares e separar ao sistema educativo do clero, por médio de uma nova reforma educativa sustentada nas nacientes ideias positivistas que se separam de toda a concepção e  ensino teológica.
Em 1833,  o dr. José Luis Mora Lamadrid, quem pertenceu ao comité de ensino,  pugna pela criação de estabelecimentos de educação superior que permitam um adequado desenvolvimento intelectual no país.  O decreto do 23 de outubro de 1833 estabeleceu a abolição da antiga universidade que é suplantada por seis Escolas: “a primeira de estudos preparatorios, a segunda de estudos ideológicos e humanidades, a terça de estudos físicos e matemáticos, a quarta de estudos médicos, a quinta de estudos de jurisprudencia e a sexta de estudos sagrados; a todas estas escolas se lhes deu o nome de Estabelecimentos. O Convento de San Camilo da Cidade do Mexico foi destinado, inicialmente, como marco do ensino das humanidades nesse 1833. Ao ano seguinte, as humanidades, aquelas, as que sempre de menor a maior medida têm estado presentes na Universidade Mexicana, foram localizadas no antigo Hospital de Jesús” em onde se davam classes de história, economia, metafísica, moral e literatura.
Um ano após iniciado a tentativa de reforma educativa e com Santa Anna baixo a poderosa influência do clero, o partido Conservador conseguiu que o Supremo Poder Executivo, mediante circular de 3l de julho de 1834, exibisse, criticasse e reprovasse as medidas adoptadas por Valentín Gómez Farías. Como consequência disso, se restabeleceram "... ao estado em que se achavam dantes dos decretos suspendidos, os colégios de San Ildefonso, San Juan de Letrán, San Gregorio e o Seminário de Mineração. Os fundos destinados aos estabelecimentos criados pelo governo do Sr. Gómez Farías voltaram igualmente ao estado que tiveram dantes do aplicativo que se lhes deu pelo decreto do 24 de outubro de 1833 e seguintes. Se reinstala a Universidade Nacional e Pontifícia o 12 de novembro de 1834 na que se promove o estudo das gramáticas castelhana, latina, francesa e inglesa; a retórica, a filosofia (lógica, metafísica, ética) e a literatura, excluindo o ensino da história. Depois de diversas reordenações, a universidade desaparece e reaparece com novos enfoques, dentro dos quais o cultivo das humanidades sempre está presente.
O 7 de abril de 1881, Justo Serra apresentou  ante a câmara de Deputados  a proposta sobre a criação de uma  escola de altos estudos que, como centro especializado, permitisse o impulso da investigação.  Este projecto foi concebido com a ideia de introduzir a México ao mundo moderno, além de promover a formação de professores. Com a Escola Nacional de Altos estudos procurava-se outorgar distinções de graus académicos em onde os estudos superiores fossem reconhecidos. “Serra ambicionaba que nessa Escola se ensinasse a pesquisar e a pensar, pesquisando e pensando, com a esperança de que a substância da investigação e o pensamento não se cristalizasse em ideias dentro das almas, sina que essas ideias constituíssem dinamismos perennemente traduzíveis em ensinos e em acção,  pois só assim as ideias podem se chamar força".
O 17 de dezembro de 1908 surge a Lei Constitutiva da Escola Nacional de Altos Estudos que nasceria com três secções na cidade de México: Ciencias humanas;  Ciências Exactas, Físicas e naturais;  bem como  a secção de Ciências Sociais, Políticas e Jurídicas. No decreto de Porfirio Díaz estabelece-se que a divisão de Humanidades teria como objectivo o estudo de línguas clássicas e línguas vivas; diversas literaturas, filología, pedagogia, lógica, psicologia, ética e estética, além de filosofia e história das doutrinas filosóficas.
O 23 de setembro de 1924, o presidente Álvaro Obregón decretou a reestruturação da Escola Nacional de Altos Estudos para estabelecer no artigo 3° a fundação da  Faculdade de Filosofia e Letras. No primeiro ano de vida da Faculdade de Filosofia e Letras não foi fácil. A quatro meses de ter-se instituído, suspendeu-se-lhe por Decreto Presidencial o subsídio económico e seu director dom Balbino Dávalos bem como os professores, mantiveram-na trabalhando como "Faculdade livre", sem perceber salário algum.
Em 1934, a faculdade adquire a denominação de Faculdade de Filosofia e Belas Artes e ficou conformada pela Escola Nacional de Arquitectura, a Escola Nacional de Artes Plásticas, a Escola de Filosofia e Letras e a Escola Superior de Música. Em 1936, a faculdade muda seu nome e é conhecida como Faculdade de Filosofia e Estudos Superiores. Em 1938 a faculdade tem como sede o Casa dos Mascarãoes e retoma o nome de Faculdade de Filosofia e Letras.
Para o ano de 1939, diversos filósofos, literatos, historiados, antropólogos e poetas do exílio espanhol, incorporam-se como mestres na faculdade. Para 1943 cria-se o profesorado de Carreira como reconhecimento ao valor da vida académica. Em 1954, a faculdade muda sua sede: do Casa dos Mascarãoes  a Cidade Universitária.

## Emblema
O emblema da Faculdade de Filosofia e Letras tem sua origem nos ideais de Justo Serra: A Escola Nacional de Altos Estudos representava um templo promotor do pensamento e da investigação com a promessa de acções sociais.  Para Serra, qualquer ideia cristalizada em aprendizagem e em acção, convertia-se numa força social real.  O  22 de setembro de 1910, Justo Serra estabelece a importância de “adorar  não a uma Atenea sem olhos para a humanidade e sem coração para o povo", sina "à Atenea Promakos, à ciência que defende à Pátria" e que representa a busca do conhecimento orientado ao bem-estar social.

## Ensino

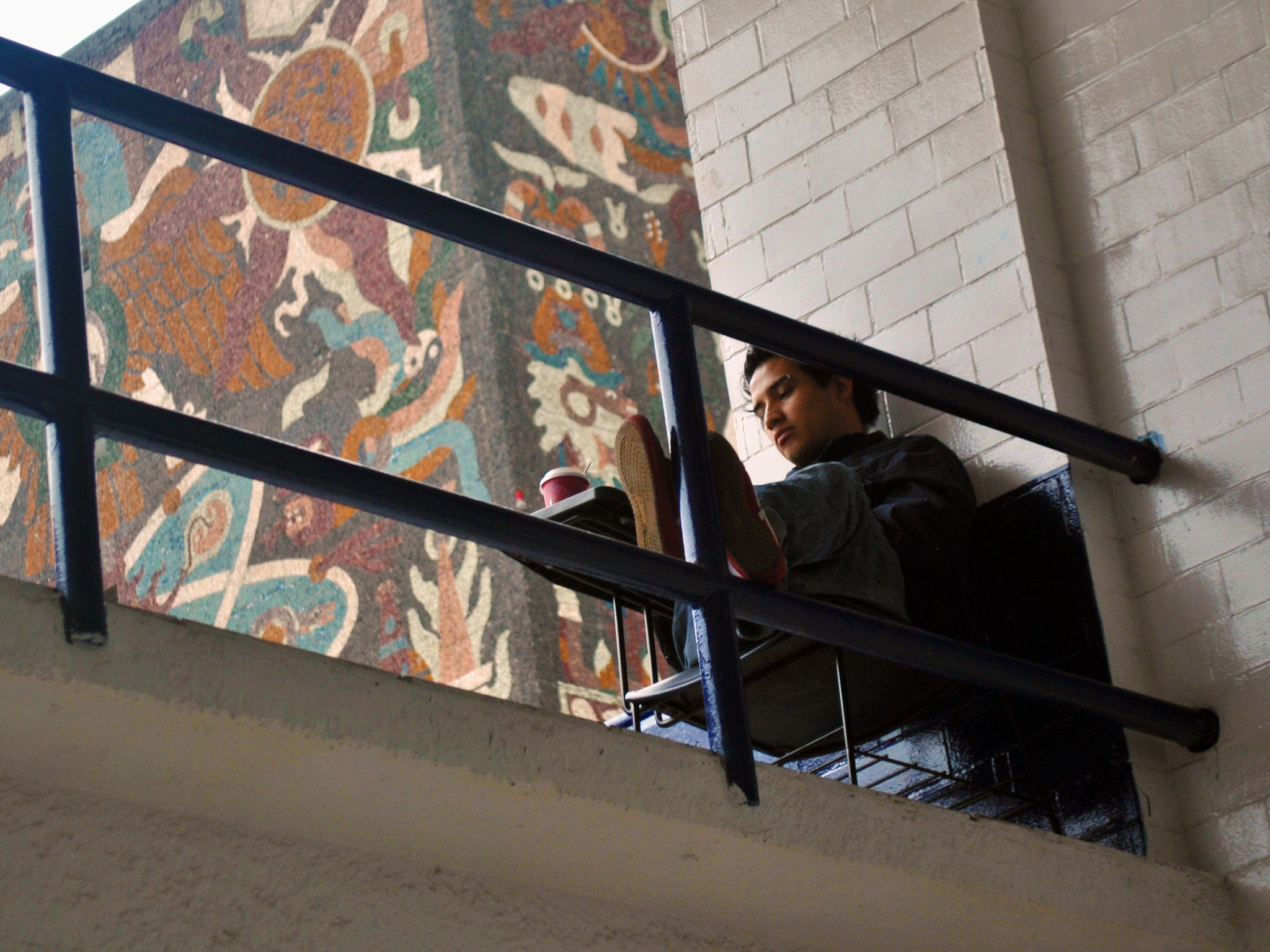
Um aluno lê na zona coloquialmente chamada "O Aeroporto".

A Faculdade de Filosofia e Letras é sede das seguintes  cursos de graduação; algumas se dão tanto em modalidades sistema escolar como aberto:
- Bibliotecología e Estudos da Informação
- História
- Pedagogia
- Letras Clássicas
- Estudos Latinoamericanos
- Letras Hispânicas
- Filosofia
- Geografia
- Literatura Dramática e Teatro
- Letras Modernas (Italianas, Alemãs, Francesas, Inglesas ou Portuguesas)
- Desenvolvimento e Gestão Interculturales

## Instalações
A faculdade conta, para seus fins académicos, com:
- Biblioteca «Samuel Ramos»
- Departamento de Línguas Estrangeiras da Faculdade de Filosofia e Letras (DELEFyL).
- Auditório Justo Serra
- Sala Magna Fray Alonso da Veracruz
- Edifício Anexo «Adolfo Sánchez Vázquez»
- Outros auditórios
- Teatros
- Centros de cómputo
- Cafeteria
- Mapoteca
- Ludoteca
- Centros de copiado
- Cineclub

## Ex-alunos ilustres
- Inés Arredondo
- Emilio Carballido
- Ernesto Cardeal
- Rosario Castelhanos
- Germán Dehesa
- Jaime Rios Ortega
- Ernesto de la Peña
- Fernando do Passo
- Beatriz Espelho
- Adolfo Rodríguez Gallardo
- Elena Garro
- Alberto Gironella
- Margo Glantz
- Rafael Sebastián Guillén Vicente
- Eduardo Lizalde
- Álvaro Matute Aguirre
- Carlos Monsiváis
- José Emilio Pacheco
- Juan José Calva González
- Octavio Paz
- Carlos Pereyra Boldrini
- Alejandro Rossi
- Jaime Sabines
- Tomás Segovia
- Luis Villoro
- Ramón Xirau
- Héctor Zagal
- Alicia Perales OjedaReferências

1. ↑  «Reglamento de la Facultad de Filosofía y Letras» (PDF). Oficina del Abogado General de la UNAM (em espanhol). 25 julho de 1956. Consultado em 26 de novembro de 2013
2. ↑  Sierra, Justo (1985). «"Ley Constitutiva de la Escuela Nacional de Altos Estudios ". La Universidad Nacional de México, 1910.» (PDF) (em espanhol). Dirección General de Publicaciones, UNAM. Consultado em 25 de setembro de 2015
3. 1 2  Beuchot, Mauricio. “Los comienzos de la Facultad de Filosofía o Artes en la Real Universidad de México” en Repositorio FFyL en: http://hdl.handle.net/10391/3544. Consultado 26 de junio de 2014
4. ↑  Gómez, Antonio. Vida y obra de fray Alonso de Veracruz en http://ru.ffyl.unam.mx:8080/jspui/handle/10391/3541
5. ↑  Vera Cuspinera, Margarita. “La filosofía: su itinerario de la Real y Pontificia Universidad de México a la fundación de la Facultad de Filosofía y Letras de la Universidad Nacional Autónoma de México”. Setenta años de la Facultad de Filosofía y Letras (1994): 185-266 en repositorio FFyL: http://hdl.handle.net/10391/3547
6. 1 2  Menéndez, Libertad. Escuela Nacional de Altos Estudios y Facultad de Filosofía y Letras. Planes de Estudios, Títulos y grados. 1910-1994 en: http://ru.ffyl.unam.mx:8080/jspui/bitstream/10391/3535/1/Menendez_Escuela_Nacional_Altos_Estudios_FFyL_Planes_Estudios_1996.pdf
7. 1 2  Villegas, Gloria. “Bajo el signo de Atenea” en Repositorio FFyL en: http://hdl.handle.net/10391/3546
8. 1 2  Sierra, Justo. Ley Constitutiva de la Escuela nacional de Altos Estudios: http://hdl.handle.net/10391/3532
9. ↑  Bosch, Carlos. Vicisitudes de una facultad en repositorio de la Facultad de filosofía y letras en http://ru.ffyl.unam.mx:8080/jspui/bitstream/10391/3534/1/C_Bosch_Visisitudes_Facultad_HM_15_1955.pdf